# U-Bahnhof Meiderich Bahnhof
Der U-Bahnhof Meiderich Bahnhof ist ein U-Bahnhof der Stadtbahn Rhein-Ruhr im Duisburger Stadtteil Meiderich.
Er wurde im Jahre 2000 zusammen mit dem Stadtbahntunnel unter der Ruhr und dem Duisburger Hafen errichtet. Namensgeber ist der benachbarte Bahnhof Duisburg-Meiderich Süd.

## Geschichte
Bereits kurz nach der Fertigstellung des Innenstadttunnels der Stadtbahn Duisburg begann im Dezember 1992 der Weiterbau der Stadtbahnstrecke als "Teilabschnitt 7/8A" Richtung Norden. Im Zuge dieses Ausbaus wurden im Stadtteil Meiderich die beiden Stadtbahnhaltestellen "Auf dem Damm"  sowie "Meiderich Bahnhof" in offener Bauweise neu errichtet.
Der Bahnhof wurde am 23. September 2000 nach der Fertigstellung des Tunnels unter dem Duisburger Hafen eröffnet.

## Lage und Ausstattung
Der U-Bahnhof befindet sich im Duisburger Stadtteil Meiderich in direkter Nachbarschaft zum namensgebenden Bahnhof Duisburg-Meiderich Süd. Den Zusatz "Süd" trägt dieser seit November 1911 zur Abgrenzung vom im selben Monat eröffneten Bahnhof Duisburg-Meiderich Nord. Obwohl die Strecke am "Nord"-Bahnhof 1987 stillgelegt und 1988 abgebaut wurde, bleibt es bis heute beim mittlerweile obsoleten Zusatz "Süd" in der Stationsbezeichnung. Bis 2000 hieß die oberirdische Straßenbahn-Haltestelle daher analog Meiderich Süd Bf, der U-Bahnhof wurde dann aber aufgrund der Tatsachen, dass er den zentralen Verknüpfungspunkt in Duisburg-Meiderich darstellt und gleichzeitig die Mitte Meiderichs auch nur einen Bahnhof besitzt mit Eröffnung des Ruhrtunnels in Meiderich Bahnhof umbenannt. Die Bahn hat jedoch ihren Bahnhof nicht umbenannt, sodass es heute dort die kuriose Situation gibt, dass der DVG-Bus- und U-Bahnhof Meiderich Bahnhof zusammen mit dem DB-Bahnhof Duisburg-Meiderich Süd einen Knotenpunkt bildet.
Der U-Bahnhof bildet den nördlichen Endpunkt der Linie U79 sowie des Ruhrtunnels Duisburg. Daher befinden sich nördlich des U-Bahnhofs eine Kehr- und Abstellanlage, die auch als Fortsetzung des Tunnels Richtung Norden dienen sollte sowie die, ursprünglich als Provisorium gedachte Rampe, über welche die Straßenbahnlinie 903 wieder das Tageslicht erreicht. Der Bahnhof wurde mit einem Mittelbahnsteig ausgestattet, der in einen niederflurigen Teil mit 26 cm Bahnsteighöhe mit 30 m Länge und einen hochflurigen Abschnitt mit 90 cm Bahnsteighöhe mit 54 m nutzbarer Länge unterteilt ist. An beiden Enden des Bahnhofs befinden sich Ausgänge, die zur Von-der-Mark-Straße führen und auf der anderen Seite einen überdachten Zugang zum gleichnamigen Busbahnhof ermöglichen. Der Bahnhof ist beidseitig mit Rolltreppen ausgestattet und verfügt über einen Aufzug, was ihn barrierefrei macht.
Im U-Bahnhof befindet sich das Ersatzstellwerk Meiderich der Stadtbahn Duisburg, das die Rückfallebene des Relaisstellwerks Duisburg Hbf ist. Dieses ist nördlich des Bahnhofs in einem oberirdischen Gebäude untergebracht, in dem sich auch ein Unterwerk für die Stromversorgung befindet.
Siehe auch: Meiderich#Kunst-Bahnhof in Meiderich

## Bedienung
Folgende Linien der Stadtbahn Rhein-Ruhr und der Straßenbahn Duisburg bedienen den U-Bahnhof:
| Linie | Linienverlauf | Takt                                      | Betreiber     |
| ----- | --- | ----------------------------------------- | ------------- |
|       | ( U DU-Meiderich Bf 1 – U Auf dem Damm – ) U Duissern2 – U Duisburg Hbf – U König-Heinrich-Platz – U Steinsche Gasse – Platanenhof – Musfeldstraße – Kremerstraße – Karl-Jarres-Straße – Grunewald – Grunewald Betriebshof – Kulturstraße – Im Schlenk – Waldfriedhof – Münchener Straße – Sittardsberg – Mühlenkamp – St. Anna Krankenhaus – Angerbogen (nie in Betrieb genommen) – DU-Kesselsberg3 – D-Froschenteich – Wittlaer4 – Am Mühlenacker – Kalkumer Schlossallee – Klemensplatz – Kittelbachstraße – Alte Landstraße – Lohausen – Freiligrathplatz – Messe Ost/Stockumer Kirchstraße – Nordpark/Aquazoo – Reeser Platz – Theodor-Heuss-Brücke – Golzheimer Platz – Kennedydamm – U Victoriaplatz/Klever Straße – U Nordstraße – U Heinrich-Heine-Allee – U Steinstraße/Königsallee – U Oststraße – U Düsseldorf Hbf 5 (– U Oberbilker Markt/Warschauer Straße – U Ellerstraße – U D-Oberbilk – Kaiserslauterner Straße – Provinzialplatz – Werstener Dorfstraße – Südpark – D-Universität Ost/Botanischer Garten6 ) Hochflurbetrieb der Rheinbahn und DVG; ehemalige D-Bahn; Abschnitt 4–5 gehört zum ; in den Schulferien gilt ein besonderer Fahrplan. 15-Minuten-Takt auch im Abschnitt 2–6 Sa 5–19 Uhr und im Abschnitt 4–5 Mo–Fr 21–0 Uhr (ab 29.08.2018, davor 20–0 Uhr), Sa 20–0 Uhr und So 5–0 Uhr 30-Minuten-Takt im Abschnitt 2–6 Mo–Fr 19–22 Uhr und Sa 7–20 Uhr und im Abschnitt 1–2 Sa 9–18 Uhr und So 12–19 Uhr | 15 min (1–3) 10/20 min (3–4) 10 min (4–6) | DVG Rheinbahn |
| 902   | DU-Walsum – Marxloh – Meiderich Bf – Duisburg Hbf – Grunewald Nur bei Sporteinsätzen, historisch bedingt | Sporteinsatz                              | DVG           |
| 903   | Dinslaken Bf1 – Watereck2 – Walsum Rathaus – Fahrn Schwan – Marxloh Pollmann – Hamborn Rathaus – Landschaftspark Nord – Meiderich Bf – Auf dem Damm – Duissern – Duisburg Hbf – König-Heinrich-Platz – Steinsche Gasse – Pauluskirche – Hochfeld Süd Bf – Rheintörchenstraße3 – Wanheim-Angerhausen – Hüttenheim4 | 15 min (1-4) 7,5 min (2-3)                | DVG           |

Über dem U-Bahnhof befindet sich der Busbahnhof Meiderich Bahnhof und in dessen unmittelbarer Nähe der Bahnhof Duisburg-Meiderich Süd. An der Haltestelle bestehen Umsteigemöglichkeiten zu den folgenden Regionalen Bahnlinien und Stadtbuslinien.
| Linie   | Linienverlauf | Takt                                                   | Betreiber |     |
| ------- | --- | ------------------------------------------------------ | --------- | --- |
| RB 36   | Ruhrort-Bahn: Oberhausen Hbf – Duisburg-Obermeiderich – Duisburg-Meiderich Ost – Duisburg-Meiderich Süd – Duisburg-Ruhrort Stand: Fahrplanwechsel Dezember 2021 | 30 min (wochentags) 60 min (Wochenenden und Feiertage) | NWB       |     |
| 909/910 | Linie 909 im Uhrzeigersinn und Linie 910 verkehrt gegen den Uhrzeigersinn: Obermeiderich Landschaftspark Nord – Mercator-Center – Meiderich Ost Bf – Meiderich Bf – Hamborn Altmarkt – Hamborn Rathaus – Marxloh Pollmann – Röttgersbach – Neumühl – Obermeiderich Landschaftspark Nord | 30 min 60 min                                          | DVG       |     |
| 916     | DU-Hochheide Markt – Homberg Bismarckplatz – Ruhrort Friedrichsplatz – Ruhrort Verteilerkreis – Freihafen – Auf dem Damm – Kaiser-Wilhelm-Krankenhaus – Meiderich Bf – Sympherstraße | 15 min 30 min                                          | DVG       |     |
| 917     | DU-Hochheide Markt – Homberg Bismarckplatz – Ruhrort Friedrichsplatz – Ruhrort Bf –Laar Scholtenhofstraße – Beeck Brauerei – Mittelmeiderich – Auf dem Damm – Meiderich Bf – Meiderich Ost Bf – Obermeiderich Oberhauser Straße                                                         | 30 min 60 min                                          | DVG       |     |
| NE3     | Dinslaken Bf – Walsum Rathaus – Marxloh Pollmann – Hamborn Rathaus – Meiderich Bf – Duisburg Hbf – Duisburg Hbf Osteingang – Neudorf – Zoo/Uni – Parkplatz Monning | 60 min                                                 | 60 min    | DVG |

## Planungen
Die ursprünglichen Stadtbahnplanungen des VRR und des Landes Nordrhein-Westfalen sahen vor, den Tunnel von Meiderich Bahnhof bis Landschaftspark Nord  mit einem neuen unterirdischen Bahnhof Bronkhorststraße verlängern. Dabei würde dieser Stadtbahntunnel unter der Neumühler Straße verlaufen. Da einerseits der Landschaftspark Duisburg-Nord einst ein Hüttenwerk war, andererseits sich neben der Neumühler Straße auf halbem Wege zwischen den Haltestellen Meiderich Bahnhof und Landschaftspark Nord ein Chemiewerk befindet, ist der Boden zwischen dem U-Bahnhof Meiderich Bahnhof und der Haltestelle Landschaftspark Nord entsprechend kontaminiert. Unter der Neumühler Straße befindet sich außerdem ein unterirdischer Teersee, der nicht angestochen werden darf. Aufgrund dieser vielen Komplikationen würde eine Verlängerung des Stadtbahntunnels von Meiderich Bahnhof bis Landschaftspark Nord etwa 90 Millionen € kosten und das für eine Strecke von etwa 700 m Luftlinie. Aufgrund Ablehnung der Bezirksregierung Düsseldorf wird dieses kostenintensive Projekt nicht mehr länger verfolgt werden. Stattdessen soll die oberirdische Strecke optimiert werden, was etwa 10 bis 12 Millionen € kosten würde. Zur Optimierung soll die Verbreiterung des Gleisabstandes zwischen den Haltestellen Meiderich Bahnhof und Landschaftspark Nord, damit die breiteren B-Wagen der DVG über diese Strecke fahren können. Des Weiteren sollen die Haltestellen Voßstraße und Emilstraße durch die neue Haltestelle Brückelstraße ersetzt werden. Die vormals geplante Haltestelle Bronkhorststraße soll nun oberirdisch errichtet werden.